# HMS Onslaught (G04)
Pour les autres navires du même nom, voir HMS Onslaught.
Le HMS Onslaught (G04) est un destroyer de la classe O construit pour la Royal Navy. Lancé le 9 octobre 1941 et armé en juin 1942, il intègre la Home Fleet et escorte de nombreux convois en Arctique et en Atlantique. Lors du débarquement de Normandie, il patrouille dans la Manche, puis participe à l'opération Deadlight après la fin de la Seconde Guerre mondiale. En 1951, il est transféré à la Marine pakistanaise et renommé Tughril. Il est finalement démoli en 1977.